# ジョシュ・サティン
ジョシュア・ブレイク・サティン（Joshua Blake Satin, 1984年12月23日 - ）は、アメリカ合衆国・カリフォルニア州ヒデンヒルズ出身の元プロ野球選手（内野手）。右投右打。

## 経歴

### プロ入りとメッツ時代
2008年のMLBドラフトでニューヨーク・メッツから6巡目（全体194位）で指名され入団。
2011年はAA級ビンガムトン・ランブルポニーズで開幕を迎え、94試合に出場して打率.325、11本塁打、60打点の好成績を残し、7月22日にAAA級バッファロー・バイソンズに昇格。ここでも38試合に出場して打率.317、1本塁打、16打点と結果を残し、9月1日にメジャー契約を結んでアクティブ・ロースター入りした。9月4日のニューヨーク・メッツ戦でメジャーデビューした。
2012年はAAA級バッファローで131試合に出場して打率.286、14本塁打、60打点を記録したが、メジャーでの出場は1試合にとどまった。また9月に第3回ワールド・ベースボール・クラシック（WBC）予選のイスラエル代表に選出された。
2013年は6月以降はメジャーに定着し、自己最多の75試合に出場した。
2014年オフの11月3日にFAとなった。

### レッズ傘下時代
2014年11月22日にシンシナティ・レッズとマイナー契約を結んだ。
2015年はメジャー昇格の機会はなく、8月5日に自由契約となった。

### パドレス傘下時代
2016年3月7日にサンディエゴ・パドレスとマイナー契約を結んだ。6月9日に現役引退を発表した。
2016年9月に開催された第4回WBC予選にイスラエル代表として出場したが、本選のメンバーには選出されなかった。

## 詳細情報

### 年度別打撃成績
| 年 度    | 球 団    | 試 合 | 打 席 | 打 数 | 得 点 | 安 打 | 二 塁 打 | 三 塁 打 | 本 塁 打 | 塁 打 | 打 点 | 盗 塁 | 盗 塁 死 | 犠 打 | 犠 飛 | 四 球 | 敬 遠 | 死 球 | 三 振 | 併 殺 打 | 打 率 | 出 塁 率 | 長 打 率 | O P S |
| -------- | -------- | ----- | ----- | ----- | ----- | ----- | -------- | -------- | -------- | ----- | ----- | ----- | -------- | ----- | ----- | ----- | ----- | ----- | ----- | -------- | ----- | -------- | -------- | ----- |
| 2011     | NYM      | 15    | 27    | 25    | 3     | 5     | 1        | 0        | 0        | 6     | 2     | 0     | 0        | 0     | 0     | 1     | 0     | 1     | 11    | 1        | .200  | .259     | .240     | .499  |
| 2012     | NYM      | 1     | 1     | 1     | 0     | 0     | 0        | 0        | 0        | 0     | 0     | 0     | 0        | 0     | 0     | 0     | 0     | 0     | 1     | 0        | .000  | .000     | .000     | .000  |
| 2013     | NYM      | 75    | 221   | 190   | 23    | 53    | 15       | 0        | 3        | 77    | 17    | 1     | 1        | 0     | 1     | 30    | 2     | 0     | 56    | 4        | .279  | .376     | .405     | .781  |
| 2014     | NYM      | 25    | 43    | 35    | 2     | 3     | 2        | 0        | 0        | 5     | 3     | 0     | 0        | 0     | 0     | 6     | 0     | 2     | 14    | 2        | .086  | .256     | .143     | .399  |
| MLB：4年 | MLB：4年 | 116   | 292   | 251   | 28    | 61    | 18       | 0        | 3        | 88    | 22    | 1     | 1        | 0     | 1     | 37    | 2     | 3     | 82    | 7        | .243  | .346     | .351     | .696  |

### 背番号
- 3 (2011年 - 2012年)
- 13 (2013年 - 2014年)